# Saginaw Channel
Saginaw Channel is een natuurlijk kanaal in de Alexanderarchipel in de Alaska Panhandle in het zuidoosten van Alaska in de Verenigde Staten. De waterweg is onderdeel van de Inside Passage.

## Geografie
De waterweg strekt zich uit van het Lynn Canal in het noordwesten tot Stephens Passage in het zuidoosten. Het scheidt de eilanden Shelter Island in het oosten van het noordelijkste deel van Admiralty Island in het westen. Op minder dan 15 kilometer naar het oosten ligt de hoofdstad van Alaska, Juneau.
Het waterlichaam ligt in de mariene ecoregio Noord-Amerikaans Pacifisch Fjordland.

## Geschiedenis
In 1869 werd het kanaal door commandant R.W. Meade van de United States Navy vernoemd naar het schip de U.S.S. Saginaw.